# هوس نتف الشعر
هوس نتف الشعر أو ما يسمى باللاتينية (Trichotillomania وتعني "thrix"شعرة،"tillein" نزع، "mania"هوس أو جنون): وهو عدم قدرة المريض على التحكم في نزعه لمناطق معينة من شعر جسمه.

## تاريخ ظهور المرض
ظهر هذا المصطلح في عام 1887 عن طريق طبيب الجلدية الفرنسي هنري هالوب، وفي البداية كان المنظور لهذا المرض على أنه عادة سيئة، في نهاية القرن العشرين ترسخ الفهم بأن هذه «العادة» هي صورة مرضية تحمل جوانب نفسية.

## أشكال المرض
توجد أشكال مختلفة لهذا المرض مثل: النتف الاندفاعي (Impulsive)، والنتف القهري (Compulsive)، والنتف التلقائي (Automatic).

### الاندفاعي
بمعنى أن المريض يفعله استجابةً لرغبةٍ ملحةٍ في النتف الذي يكون مصحوبًا بما يشبه الشعور باللذة وعادة ما يتلوه شعور بالندم بسبب الاستجابة لتلك الرغبة.

### النتف القهري
عندما يضطر المريض لفعل النتف استجابة لشعورٍ متعاظمٍ بالضيق يتخلص منه المريض بالنتف (أي أن النتف هنا يماثل الفعل القهري في اضطراب وسواس قهري) فلا يكون مصحوبًا بلذةٍ معينة وإنما فقط بالتخلص من الضيق، فمثلا تستشعر المريضة التي عادة ما تكونُ كثيرة العبث في شعرها أن شعرة أو أكثر غير مستقيمة أو مستفزة بشكل أو بآخر فلا تستطيع الخلاص من إلحاح الرغبة في نزعها إلا بأن تفعل.

### التلقائي
يكاد يكون سلوك النتف سلوكًا تلقائيا عند البعض فلا نسمع منهم أكثر من أنهم يفعلون ذلك دون انتباهٍ كامل أثناء انشغالهم بالتركيز في أي عمل أو نشاط. فلا هم يستمتعون بعملية النتف نفسها كما في الحالات الاندفاعية، ولا هم يشعرون ضيقا لا يخلصهم منه سوى النتف كما في الحالات القهرية، بل نجد من تكاد لا تدري بفعل النتف أثناء فعلها له.
إلا أن من الممكن أن ننظر إلى النوع التلقائي بشكل مختلف عن النوعين الآخرين، ذلك أننا نستطيع أن نستنتج عاملا مشتركا بين كل من النتف الاندفاعي والنتف القهري، بينما هو غائب في حالة النتف التلقائي وذلك هو اختيار فعل النتف في ذاته، ذلك أن النتف التلقائي عادة ما يحدثُ في حالات الانهماك الذهني في موضوع آخر كمشاهدة التلفاز أو المذاكرة أو تصفح الإنترنت، فبينما يكونُ المريض شارد الذهن يحدثُ النتف دون وعي منه وبالتالي دون اختيار، وأما في حالات النتف القهري فإن المريض/المريضة يختار النتف ليتخلص من الشعور المتعاظم بالضيق الذي يسبق فعل النتف، ونفس الكلام ينطبق في حالات النتف الاندفاعي حيث يشعر المريض/المريضة برغبة ملحة في النتف وبشعور لذيذ غالبا أثناءه بينما يقتصر الأمر في النتف القهري على الشعور بالخلاص من الضيق، بهذا الشكل نستطيع أن نقول أن لدينا نتفا اختيارياً (رغم معرفتنا بعدم اكتمال الإرادة) ويشمل النتف القهري والاندفاعي، ونتفا غير اختياري ويشمل حالات نتف الشعر التلقائي، وليس من الواضح حتى الآن ما إذا كان النتف التلقائي منتميا إلى اضطرابات نطاق الوسواس القهري أم لا خاصة وأن النتف في هذا النوع الأخير يحدثُ تقريبا دون وعي.

## الإنذار
عندما تحدث في مرحلة الطفولة المبكرة (قبل سن الخامسة) تكون الحالة محدودة والعلاج غير ضروري. عند البالغين قد يكون هوس نتف الشعر ثانوي كامن وراء اضطرابات نفسية وتكون العوارض في هذه الحالة طويلة الأجل. قد يحدث التهابات ثانوية بسبب الخدش ولكن من النادر حصول مضاعفات أخرى. الأشخاص الذين يعانون من هوس نتف الشعر غالباً ما يجدون أن جماعات الدعم تساعد على العيش والتغلب على المرض.

## الصورة المرضية
ويؤدي اضطراب نتف الشعر إلى حدوث فقدانٍ واضحٍ في الشعر نتيجة لفشلٍ متكررٍ في مقاومةِ دافعٍ للنتف، ونتف الشعر يسبقه عادة توتر متصاعد ويليه إحساس بالراحة أو الرضا، وإن كنا لا نجد ذلك التسلسل واضحًا في كل الحالات، فإن وجدناه واضحا في بعض الحالات الاندفاعية والقهرية فإننا لا نجده بهذا الشكل في الحالات التي تصنف تلقائية، كما بينا من قبل، وبخصوص هذا الفقد الواضح في الشعر.
وليس معدل انتشار اضطراب نتف الشعر معروفًا على وجه الدقة، وإن كان من المعروف أنه أكثر في النساء منه في الرجال، ورغم أن الحالات العابرة قد تصل إلى 1% أو أكثر قليلاً فإن الحالات التي تصل إلى مستوى الاضطراب النفسي لا يزيد معدل انتشارها عن 0.6%، وإن كان ميل الغالبية العظمى من المرضى إلى السرية وعدم البوح بمثل هذه الأعراض إضافة إلى غياب الدراسات المسحية التي تجرى على أفراد المجتمع العاديين بعيدًا عن عيادات الأمراض الجلدية أو الطب النفسي.. كل ذلك يجعل الحديث عن معدلات حدوث أو انتشار لهذا الاضطراب بعيدة عن الدقة إلى حد كبير.

## المراحل العمرية لظهور المرض
وتشير تقارير الطب النفسي إلى احتمال وجود نوعين من اضطراب نزع الشعر، أحدهما يبدأ في سنوات الطفولة ما بين السنة الثانية والسنة السادسة من العمر، وهو نوع عابر في أغلب الأحيان. وأما النوع الآخر فيبدأ في سنوات المراهقة وعادة ما يحتاج إلى تدخل علاجي حاسم، نظرًا لأن كَمَّ الأمراض النفسية المصاحبة له تكون أعلى من النوع الذي يبدأ في الطفولة، وبينما يمثل الذكور أكثرية في الحالات التي تظهر في سن ما دون السادسة (62%)، إلا أن التوزيع العام للمرضى من مختلف الأعمار بأن 70% من الذين يعانون من هذا الاضطراب في المراحل العمرية اللاحقة هم الإناث.

## العلاج
إمكانية العلاج في المراحل الأولى لهذا الاضطراب سهلة وبسيطة وذلك عن طريق تجنب التوتر والقلق والاعمال التي يشعر من خلالها المريض انه تحت ضغط نفسي، والعمل على القيام بالأنشطة التي تبعث على الاسترخاء والراحة النفسية (الرياضة - التنزه - سماع موسيقى هادئة)
في بعض الحالات المرضية المتقدمة يحتاج المريض إلى علاج نفسي وقد يتطلب أحيانا علاج دوائي. إذا بتعاطي المريض من دواء يحتوي أسيتيل سيستئين (بالإنجليزية: Acetylcysteine) كل يوم 1200 mg تبدو علامات الشفاء في ستة أشهر.